# Universidad de Delhi
La Universidad de Delhi, en inglés University of Delhi, en hindi: दिल्ली विश्वविद्यालय, es una universidad pública localizada en Delhi en el norte de India. Con más de 200.000 estudiantes es una de las mayores universidades del mundo. La Universidad de Delhi tiene buena reputación en los campos de la investigación y enseñanza de la música clásica india, de las Ciencias Naturales, Idiomas y Económicas. El canciller de la universidad es Mohammad Hamid Ansari, vicepresidente del país, mientras que el vicecanciller es Deepak Pantel.

## Historia
La universidad se fundó en 1922 de la mano del gobierno indio-británico.

## Facultades
1. Ciencias aplicadas.
2. Medicina Ayurveda y Unani.
3. FMS Delhi - Estudios de Administración.
4. Arte.
5. Matemáticas.
6. Medicina.
7. Música y Bellas Artes.
8. Ciencia Naturales.
9. Pedagogía.
10. Ciencias de Derecho.
11. Ciencias Sociales.
12. Tecnología.
13. Ciencias Económicas.
14. Main University.
15. Cursos de Pregrado.

Además, la universidad dispone de 80 instalaciones educacionales adicionales.